# Vanja Matujec
Vanja Matujec (Zagreb, 15. kolovoza 1962.), hrvatska je kazališna, televizijska i filmska glumica.

## Životopis
Diplomirala na ADU, od 1989. godine članica Drame HNK u Zagrebu, gdje ostvaruje zapažene uloge: Essie («Đavolov učenik», B. Shaw), Sokolica («Osman», I. Gundulić), Liza («Iluzija», Racine), Rosina («Trilogija o ljetovanju», C. Goldoni), Stela («Tramvaj zvan čežnja», T. Williams).. Na Dubrovačkim ljetnim igrama 2004. godine režirala prema vlastitom tekstu predstavu «Otok na kojem je vrijeme stalo». 
Glumi u gotovo svim zagrebačkim kazalištima, ponajviše u Teatru ITD, a jednu sezonu provodi putujući s Teatrom u gostima. Dobitnica rektorove nagrade i nagrade na Danima satire za najbolje ostvarenje sezone 92/93, nagrade Mila Dimitrijević, a nagrađena je i na 3. festivalu glumca. 
Osnivač je glumačke družine Auzvinkl, autorica multimedijalnog teksta «Alisa iz kompjutera». Najvećim životnim uspjehom smatra usklađenost obiteljskog života i karijere.
Nagrade
- Rektorova nagrada,
- Nagrada za glumačke vrijednosti koje je nagovijestila u predstavi C. Censija i M. Brljevića Greatest Hits u izvedbi Scene SKUC iz Zagreba, 1985.;
- Nagrada Mila Dimitrijević za ulogu Sokolice u Osmanu Ivana Gundulića i izvedbi HNK u Zagrebu, 1993.;
- Nagrada na Festivalu glumca u Vinkovcima za ulogu Doroteje u predstavi Intima prema stripovima Julesa Feiffera, 1996.;
- Nagrada Mila Dimitrijević za ulogu Erne u predstavi Kazimir i Karolina Ödöna von Horvátha i ulogu kraljice Beje u predstavi Kralj umire Eugenea Ionescoa, u izvedbi Drame HNK u Zagrebu, 2004.

## Filmografija

### Televizijske uloge
- "Crno-bijeli svijet" kao vozačica (2015.)
- "Stipe u gostima" kao Jagoda (2009.)
- "Zakon!" kao Milena (2009.)
- "Hitna 94" kao Suzana (2008.)
- "Zabranjena ljubav" kao Biserka Lončar (2004. – 2007.)
- "Tražim srodnu dušu" (1990.)

### Filmske uloge
- "Šuma summarum" kao Iva (2010.)
- "Armin" kao Majka (2007.)
- "Ruka na ramenu" kao Marina (1997.)
- "Brod" (1992.)
- "Stela" kao Ivanka (1990.)
- "Tražim srodnu dušu"  (1990.)
- "Nježne prevare" (1988.)
- "Kad fticeki popevleju" (1988.)
- "Rasprodaja" kao djevojka (1988.)
- "Kanarinćeva ljubovca " (1988.)
- "Eksperiment profesora Hincica" (1988.)
- "Čovjek koji je volio sprovode" (1987.)
- "Marjuča ili smrt" kao Iva (1987.)
- "Kako preživjeti do prvog" kao Ankica (1986.)
- "Obećana zemlja" (1986.)
- "Ambasador" kao pjevačica rock sastava (1984.)

## Vanjske poveznice
- Vanja Matujec u internetskoj bazi filmova IMDb-u (engl.)